# Sentido de agencia
Sentido de agencia (SA) se refiere a la conciencia subjetiva de que uno está iniciando, ejecutando y controlando las propias acciones volitivas en el mundo. Es la conciencia pre-reflexiva o el sentido implícito de que soy "yo" el que está actualmente ejecutando movimiento(s) corporal(es) o pensamientos.
El concepto de agencia personal se refiere a la capacidad de tomar decisiones y tener un papel en la dirección de la propia vida.
En la experiencia normal, no patológica, el SA está estrechamente integrado con el propio "sentido de pertenencia" o "sentido de propiedad" (sense of ownership - SO ), que es la conciencia pre-reflexiva o el sentido implícito de que uno es el dueño de una acción, movimiento o pensamiento. Si alguien tuviera que mover tu brazo (mientras tu estuviste pasivo) sin duda tu habrás percibido que el brazo se movía y, por lo tanto, un sentido de propiedad (SO) para ese movimiento. Sin embargo, no habrías pensado que tu eras el autor del movimiento. No tendrías un sentido de agencia (SA).
Normalmente el SA y el SO están estrechamente integrados, de modo que al escribir uno tiene un sentido perdurable, encarnado, y tácito de que "mis propios dedos están haciendo el movimiento" (SO) y que "los movimientos de tecleado se controlan (o están volitivamente dirigidos) por mí "(SA). En pacientes que sufren de ciertas formas de experiencia patológica (es decir, la esquizofrenia) la integración de las SA y SO puede llegar estar turbadas de alguna manera. En este caso, los movimientos pueden ser ejecutados o manifestarse los pensamientos, por los que el paciente esquizofrénico tiene un sentido de propiedad, pero no un sentido de agencia.
En cuanto al SA, tanto para movimientos motores y pensamientos, se pueden encontrar otras distinciones, tanto en la experiencia de primer orden (inmediata, pre-reflexiva), como en el orden superior de conciencia (reflexiva o introspectiva). Por ejemplo, mientras tecleo, tengo un sentido de control y, por lo tanto, un SA por la acción que estoy realizando de escribir; esto es un ejemplo del SA en la experiencia de primer orden, que es inmediata y anterior a cualquier reflexión intelectual explícita sobre las acciones de mecanografiado mismas. En este caso, no me estoy centrando en los movimientos de mecanografía per se, sino más bien, estoy involucrado en la tarea en cuestión. Si me preguntan, posteriormente, si he realizado la acción de teclear, me puedo atribuir correctamente la agencia a mí mismo. Este es un ejemplo de "atribución" de un orden superior, reflexiva, consciente, de la agencia, que es una noción derivada fruto del "sentido" inmediato, pre-reflexivo, de agencia.:)

## Sentido moral,  sentido del deber, y sentido de agencia
El sistema social de justicia se asienta sobre una base moral, jurídica y política. El equilibrio social implica la concordancia entre validez moral, facticidad jurídica y legitimidad política de las normas. En el plano subjetivo esa concordancia se manifiesta en la articulación entre el sentido moral, el sentido del deber, y el sentido de agencia como disposiciones rectoras. El sentido de agencia es, por tanto,  un complemento indispensable del sentido moral y del sentido del deber. El sentido de justicia vendría a ser una capacidad que sintetiza esas tres disposiciones, pues implica simultáneamente una reacción moral, una interpretación jurídica, y un curso de acción a la luz de determinados principios de justicia.